# فينسوم
فينسوم Winsum  بلدية هولندية تقع في الشمال الشرقي للبلاد بمقاطعة خرونينجن.

## طوبوغرافيا
خريطة طوبوغرافية هولندية لبلدية فينسوم، يونيو 2013، (تقرأ بعد ثلاث نقرات على الخريطة)